# União EC
União Esporte Clube – brazylijski klub piłkarski z siedzibą w mieście Rondonópolis leżącym w stanie Mato Grosso.

## Osiągnięcia
- Mistrzostwo stanu Mato Grosso – Campeonato Matogrossense: 2010
- Finał Copa Governador de Mato Grosso: 2005
- Torneio Incentivo (3): 1975, 1976, 1979

## Historia
União założony został 6 czerwca 1973. W 2008 występuje w pierwszej lidze stanu Mato Grosso (Campeonato Mato-Grossense).